# Buchnera aphidicola
Buchnera aphidicola é a espécie-tipo do género Buchnera, do filo Proteobacteria. É o endossimbionte primário dos afídios. Estima-se que um afídio adulto possa transportar no seu interior até 5,6 × 106 destes organismos. Acredita-se que as espécies do género Buchnera provenham de um ancestral gram-negativo, de vida livre, semelhante às modernas Enterobacteriaceae.
A relação simbiótica com os afídios terá começado há 200 milhões/50 milhões de anos. Desde então que se tem desenvolvido um processo de co-especiação, em que os afídeos desenvolveram células, designadas como bacteriócitos, para alojar as bactérias, enquanto que as Buchnera foram perdendo factores reguladores, de modo a produzir em excesso triptofano e aminoácidos que são utilizados pelos afídios, que não conseguem obter alguns destes nutrientes na seiva de que se alimentam. Cada bacteriócito contém múltiplas vesículas, simbiossomas derivados da membrana plasmática.